# Stephen Fuhr
Pour les articles homonymes, voir Fuhr.
Stephen Bradley Fuhr, né le 27 mai 1969, est un entrepreneur et homme politique canadien de Colombie-Britannique. Il cumule également une carrière d'une vingtaine d'année en tant que pilote décoré de l'Aviation royale canadienne avec laquelle il atteint le rang de major.
Il est député libéral de la circonscription fédérale britanno-colombienne de Kelowna—Lake Country de 2015 à 2019 et de Kelowna depuis 2025.

## Biographie

### Enfance et études
Né à Edmonton en Alberta, Fuhr grandit à Kamloops en Colombie-Britannique. Il poursuit ses études post-secondaire en technologie de l'aviation à l'Université Trinity Western.

### Carrière militaire
En 1989, Fuhr rejoint l'Aviation royale canadienne au sein de laquelle il occupe plusieurs postes dont celui d'instructeur de vol, d'officier, de pilote de CF-18 Hornet et de gestionnaire de flotte. Éventuellement, il atteint la qualification d'officier d'évaluation pour le NORAD et pour l'OTAN.

### Carrière d'aviateur
À la suite de sa retraite des forces armées, Fuhr poursuit sa carrière d'aviateur dans la société civile. Il sert comme vice-président, de directeur du département du Développement d'affaires et de président de SkyTrac Systems, une compagnie de système aérospatiale de communications de 2009 à 2012. De 2013 à 2015, Fuhr est commandant de bord de plusieurs avions de tous genres pour une transporteur privé. Il est ensuite examinateur des pilotes pour Transports Canada.

### Carrière politique

#### Conservateur à libéral
Initialement plus affilié politiquement aux conservateurs, il devient de plus en plus désillusionné face à la politique de son parti concernant la défense et son approvisionnement. Il qualifie lui-même de « mauvaise gestion » les orientations du gouvernement du premier ministre Stephen Harper en matière de défense. En 2010, Fuhr s'allie avec les libéraux qui s'alignent plus avec ses valeurs.

#### Député fédéral (2015-2019)
Élu dans une circonscription traditionnellement conservatrice, il défait le conservateur Ron Cannan. Fuhr devient président du Comité permanent pour la Défense nationale. Il propose également une motion privée qui sera adoptée unanimement (288-0) pour demander au Comité permanent pour les Transports afin d'examiner la manière dont le gouvernement du Canada puisse supporter adéquatement le développement des écoles d'aviation de combat. Fuhr est défait lors de l'élection fédérale de 2019.

#### Retour en politique (2025)
Il est élu par acclamation lors de l'investiture dans la nouvelle circonscription de Kelowna le 1er mars 2025. Il explique son retour par la dégradation des relations entre le Canada et les États-Unis à la suite de l'élection présidentielle de 2024 et la nécessité que « toutes les forces s'unissent pour le pays » (« all hands on deck moment for the country »). Élu en avril 2025, il est nommé secrétaire d'État à l'Approvisionnement en matière de défense le mois suivant.

## Vie privée
Père d'un enfant, Fuhr est impliqué dans plusieurs organismes communautaires dont le Club Rotary de Kelownam, la Légion royale canadienne et la Kelowna Branch 26 et la Kelowna Army Navy & Air Force Veterans Unit 376.
En août 2023, sa maison de West Kelowna est ravagée par le feu de McDougall Creek (en).

## Résultats électoraux
|       | Candidat       | Parti        | # de voix | % des voix |
|       | (X) Ron Cannan | Conservateur | +25 502,  | 39,75 %    |
|       | Stephen Fuhr   | Libéral      | +29 614,  | 46,16 %    |
|       | Norah Bowman   | NPD          | +09 039,  | 14,09 %    |
| Total | Total          | Total        | 64 155    | 100 %      |